# Velimir Bujanec
Velimir Bujanec (Varaždin, 18. studenoga 1974.), hrvatski je krajnje desničarski novinar i televizijski voditelj.
Od 2010. godine urednik je i voditelj televizijske emisije Bujica koja se prikazuje na nekoliko televizijskih kanala.

## Životopis
Velimir Bujanec rođen je u Varaždinu 18. studenoga 1974. godine. Osnovnu školu završio je u Varaždinskim Toplicama, te Prvu gimnaziju u Varaždinu. Od svoje osamnaeste godine živi i radi u Zagrebu.
Studirao je politologiju na Fakultetu političkih znanosti i novinarstvo na Hrvatskim studijima. Devedesetih godina radio je kao novinar u Slobodnom tjedniku, od vremena Marinka Božića na dalje, Panorami, gdje mu je glavni urednik bio Andrej Rora, i Hrvatskom pravu, glasilu HSP-a te listu Nezavisna država Hrvatska, glasilu HOP-a.[nedostaje izvor] Bio je glavni urednik prvog hrvatskog tabloida Imperijal i dopisnik slovenskog tabloida Direkt koji je uređivao Bojan Požar.[nedostaje izvor] S Anđelkom Herjavcem radio je na projektu športsko-modnog magazina i s Anom Gruicom izdao prvi broj časopisa Reflex, po koncepciji sličnoj američkomu listu George.[nedostaje izvor] Kraće vrijeme bavio se odnosima s javnošću u tadašnjem varaždinskom Varteksu i casinu zagrebačkog hotela Westin gdje je promovirao prve turnire u pokeru Texas hold 'em.[nedostaje izvor] Kao pripadnik Mladeži HSP-a dio ratnog razdoblja proveo je u Starčevićevom domu, u Glavnom stožeru HOS-a.[nedostaje izvor]
Kao dragovoljac 1995. prijavio se u 104. varaždinsku brigadu HV-a i napustio fakultet. Sudjelovao je u operaciji Bljesak i pod zapovjedništvom generala Mladena Mikolčevića ušao u selo Mlaka pored Jasenovca na zapadnoslavonskom bojištu. Kao dragovoljac se 104. brigadi priključio i u operaciji Oluja. Nositelj je medalja Bljesak i Oluja.

### Profesionalna karijera
Kao voditelj Bujice sa svojim gostima iz društveno-političkog života razgovara o aktualnim pitanjima. Gosti emisije uglavnom su javne osobe.
Od početka prikazivanja emisije ugostio je političare od lijevog do desnog dijela hrvatskog političkog spektra, brojne istraživače, akademike, športaše, kulturne i znanstvene djelatnike, diplomate. U Bujici su gostovali predsjednici, premijeri, ministri, saborski zastupnici, veleposlanici. Bujica je u 2018. godini emitirala tisućitu emisiju, a osim u Hrvatskoj, dostupna je gledateljstvu u Bosni i Hercegovini, iseljeništvu, te na YouTube kanalu autora.
U jedanaest godina emitiranja Bujice protiv urednika i voditelja vodilo se ukupno osam sudskih sporova od kojih su dva završila pravomoćnim sudskim presudama – jednom osuđujućom i jednom oslobađajućom.[nedostaje izvor] U srpnju 2015. s nekolicinom istomišljenika nezadovoljnih radom HND-a osnovao je društvo Hrvatski novinari i publicisti.
Član je Hrvatskog obrednog zdruga „Jazovka“, društva „Huda jama“ i kluba navijača hrvatske nogometne reprezentacije „Uvijek vjerni“.[nedostaje izvor]
Jedno vrijeme je pisao i kolumne za portal Direktno.

## Politička djelatnost
Godine 1990. bio je jedan od osnivača varaždinskog ogranka HDZ-a, zajedno sa Stjepanom Adanićem, Katarinom Fuček, Dubravkom Glavešem, Ivićem Pašalićem, Slavkom Canjugom, Zdravkom Maltarom i ostalima. HDZ-u je pristupio 20. veljače 1990. i bio je jedan od predsjednika Mladeži HDZ-a u Varaždinu. Godine 1991. odlazi u HSP, gdje je bio predsjednik Hrvatske pravaške mladeži prvo u Varaždinu, a potom i na nacionalnoj razini. Osnivao je ogranke Mladeži HSP-a po Hrvatskoj, Bosni i Hercegovini i u iseljeništvu. HSP napušta nakon raskola u stranci i sudjeluje u obnovi Hrvatskog oslobodilačkog pokreta, gdje je bio predsjetnik podmlatka i jedan od najbližih suradnika Srećka Pšeničnika. Politikom se prestao baviti 1995. godine, nakon oslobađanja okupiranih dijelova Hrvatske.
Na predsjedničkim izborima 2014. podržao je kandidatkinju HDZ-a Kolindu Grabar–Kitarović, a na parlamentarnim izborima 2015. kandidata HDZ-a Tomislava Karamarka. U izbornim noćima bio je u stožerima obaju kandidata.[nedostaje izvor] Za izbore 2016. istaknuo je podršku kandidatima na listi HDZ-a, Zlatku Hasanbegoviću i Bruni Esih, kao i nezavisnom kandidatu na listi za dijasporu generalu Željku Glasnoviću.[nedostaje izvor] I u izbornoj noći 2016. bio je u sjedištu HDZ-a u Zagrebu[nedostaje izvor], dok je rezultate s lokalnih izbora 2017. čekao zajedno s Hasanbegovićem i Esih u izbornom stožeru stranke Neovisni za Hrvatsku.[nedostaje izvor] Na predsjedničkim izborima 2019. podržao je neovisnog kandidata Miroslava Škoru.[nedostaje izvor]

## Osobni život
Nakon osmogodišnje veze, 1. rujna 2017. oženio se Vukovarkom Karolinom Šego, iz obitelji hrvatskih branitelja s Trpinjske ceste. Na svadbi su prisustvovala brojna poznata lica, među kojima i Bruna Esih, Zlatko Hasanbegović, Goran Marić, Željka Markić, Ćiro Blažević, Stevo Culej, Hloverka Novak-Srzić, Zdravko Mamić, Ljubo Ćesić Rojs, Zlatan Mijo Jelić, Stanko Baja Sopta, Dario Kordić, Anto Đapić, Vinko Grubišić, Andrija Jarak, Tihomir Dujmović, i drugi. Pjevali su Thompson, Mate Bulić i Miroslav Škoro. Kum je bio Josip Klemm.

## Kontroverze
Fotografiran je u nacističkoj uniformi 1994. godine, s nekoliko drugih fašističkih i rasističkih obilježja u pozadini: NDH zastava i natpis "Za dom spremni", fotografije Jure Francetića i Rafaela Bobana, ali i poster Ku Klux Klana.
U studenom 2013. godine na zagrebačkom Črnomercu uhićen je s gramom kokaina. Priznavši njegovu uporabu, prekršajno je kažnjen na Prekršajnom sudu s 1400 kuna kazne. Nedugo potom uhićen je zajedno s dvojicom dilera i pritvoren zbog optužbe za dilanje kokaina. Prema optužnici, od lipnja do listopada 2013. godine u više navrata je preprodavao drogu te ju je davao prostitutkama u zamjenu za seksualne usluge. Nakon što je proveo mjesec dana u pritvoru, na sudu je priznao kaznena djela, nagodio se s tužiteljstvom te je u veljači 2014. godine pravomoćno osuđen na deset mjeseci zatvora i na tri godine uvjetno, u što mu je bilo uračunato vrijeme provedeno u Remetincu.
U lipnju 2017. godine u građanskoj parnici na osječkom Županijskom sudu nepravomoćno je osuđen za klevetu i uvrede bivšeg ministra unutarnjih poslova Ranka Ostojića u svojoj emisiji te je kažnjen novčano s 45 dnevnih dohodaka, odnosno 22 500 kuna, kao i na plaćanje sudskih troškova. Sud je utvrdio da je "nedvojbeno riječ o kleveti, jer je svjesno iznio neistinu."
Zbog Bujice od 5. studenoga 2018. godine, Vijeće za elektroničke medije odlučilo je na 24 sata oduzeti koncesiju nakladnicima televizija koji su emitirali spornu emisiju. Prema službenom priopćenju vijeća, navedena odluka je donesena jer su spomenuti nakladnici prekršili Zakon o elektroničkim medijima, članak 12., stavak 2. koji definira govor mržnje".

## Vanjske poveznice
- Velimir Bujanec - Početna | Facebook Profil na Facebooku (stranica obožavatelja)
- Velimir Bujanec (@bujanec) • Instagram fotografije i videozapisi Profil na Instagramu